# Goraya
Goraya is een nagar panchayat (plaats) in het district Jalandhar van de Indiase staat Punjab. 

## Demografie
Volgens de Indiase volkstelling van 2001 wonen er 15.138 mensen in Goraya, waarvan 53% mannelijk en 47% vrouwelijk is. De plaats heeft een alfabetiseringsgraad van 74%. 